# Synoicum polygyna
Synoicum polygyna är en sjöpungsart som beskrevs av Monniot 1980. Synoicum polygyna ingår i släktet Synoicum och familjen klumpsjöpungar.
Artens utbredningsområde är Södra Ishavet. Inga underarter finns listade i Catalogue of Life.